# Zhang Yang Yang
Zhang Yang Yang (张阳阳; Xinjiang, 1º ottobre 1991) è un cantante cinese.
È divenuto famoso nel 2013 grazie a "Super Boy", una gara canora televisiva molto popolare.

## Biografia
Si è laureato presso l'Accademia di polizia della regione autonoma dello Xinjiang. Tuttavia, invece di diventare un agente, ha scelto di inseguire il suo sogno, partecipando, nel 2013, al concorso musicale "Super Boy", classificandosi al sesto posto su scala nazionale.

## Discografia

### Singoli
| Data              | Titolo                                          | Album           |
| ----------------- | ----------------------------------------------- | --------------- |
| 17 settembre 2013 | Inseguire un sogno con un cuore puro 追梦赤子心 | 2013 Super Boys |
| 17 settembre 2013 | L'amore più coraggioso 最勇敢的爱               | 2013 Super Boys |
| -                 | Wind-gap 风口                                   |                 |

### Canzoni interpretate al concorso "Super Boys" edizione 2013
| Data              | Titolo                                                                                   | Note             |
| ----------------- | ---------------------------------------------------------------------------------------- | ---------------- |
| 4 luglio, 2013    | Rolling In The Deep                                                                      | Xi'An Top 10     |
| 11 luglio, 2013   | Sorry seems to be the hardest word                                                       | Top 20 Nationale |
| 2 agosto, 2013    | L'amore è facile 爱着很简单                                                              | Top 10 Nationale |
| 9 agosto, 2013    | Melody                                                                                   | Top 9 Nationale  |
| 16 agosto, 2013   | Amore a prima vista 一见钟情                                                             | Top 8 Nationale  |
| 23 agosto, 2013   | Guardare indietro 再回首                                                                 | Top 7 Nationale  |
| 31 agosto, 2013   | C'è spazio per nascondere 无地自容、 Esisti nella mia canzone 我的歌声里                 | Top 6 Nationale  |
| 6 settembre, 2013 | Autunno vento fastidioso 恼人的秋风、 Notte di vento 刮风的夜晚、 Amarti sempre 依然爱你 |                  |

### Colonne sonore
《Addio Gioventù 青春再见》 （con 华晨宇，白举纲，左立） dal film 《怒放2013》
《他不愿》della serie SWAP

### Canzoni in gara nel concorso "Super Boys" edizione 2013
- Beijing 《一见钟情》，《最勇敢的爱》， 《北京北京》 （con 白举纲，左立），《爱情鸟》（con Oho Ou）
- Shanghai 《一见钟情》，《Rolling In The Deep》，《当你》 (con 于朦胧），《爱情鸟》（con Oho Ou）
- Wuhan 《一见钟情》，《Rolling In The Deep》，《亲密爱人》（con 左立）
- Shenzhen 《我的歌声里》，《可惜不是你》，《光荣》 （con Oho Ou）
- Chongqing 《棉花糖》，《可惜不是你》，《花儿为什么这样红》+《难道》 （avec 于朦胧，居来提），《光荣》（con Oho Ou）
- Nanjing
- Guangzhou
- Chengdu

### Incontri con i fan
- Nanjing 《Wind Gap 风口》， 《Rolling In The Deep + Bad Romance》
- Ningxiang 《First Sight Love 一见钟情》，《爱你等于爱自己》 （con 宁桓宇）
- Shenzhen 《The Bravest Love 最勇敢的爱》
- Xinjiang Christmas Party 《 Wind Gap 风口》

## Programmi televisivi
- 天天向上
- 快乐大本营
- 想唱就唱
- 男左女右
- 我爱大牌之海涛跑快男